# Пониц
Пониц (њем. Ponitz) општина је у њемачкој савезној држави Тирингија. Једно је од 40 општинских средишта округа Алтенбургер Ланд. Према процјени из 2010. у општини је живјело 1.736 становника. Посједује регионалну шифру (AGS) 16077039.

## Географски и демографски подаци
Пониц се налази у савезној држави Тирингија у округу Алтенбургер Ланд. Општина се налази на надморској висини од 223 метра. Површина општине износи 17,0 km². У самом мјесту је, према процјени из 2010. године, живјело 1.736 становника. Просјечна густина становништва износи 102 становника/km².